# 名前詩
名前詩（なまえうた）は詩の中に人物名を折り込む折句、あいうえお作文、言葉遊びのひとつである。

## 概要
古くから日本にある遊戯的な歌の一種である折句（おりく）が基本となっており一つの文章（詩）の中に別の意味を持つ言葉（名前）を折り込む「あいうえお作文」のようなものとなる。
折句の例としては「伊勢物語」に登場する和歌には「かきつばた」という花の名前が折り込まれている。
からころも
きつつなれにし　
つましあれば
はるばるきぬる
たびをしぞおもふ

## 名前詩の歴史
名前で作る詩は折句が基本となり、「伊勢物語」が書かれた平安時代にはすでに存在していた。
漢詩や西洋の文化までみるとたどり着けないほどの歴史があると推察される。
また江戸時代には雑俳として流行していた記録も残されている。
近代では昭和を代表する詩人、谷川俊太郎も名前を使用して作る詩『折句』を手がけいる。
人物名を題材とした折句を「名前詩」と呼称するようになった歴史は比較的浅く、昭和初期に入ってからである。戦後発行されている『東京玩具商報』にて「お名前詩」というコーナーが連載されており、著名人の名前で作られた名前詩が毎号掲載されている。
1980年代には、国語教育の題材として注目され現代科学国語教育などの教育雑誌にも度々取り上げられている。
その後、贈答品として人気が出始め還暦や米寿などの長寿祝いの他、結婚式での両親贈呈や金婚式、出産祝いなどに利用されている。

## 普通名詞でつくられた名前詩の例

### 「うんどうかい」
うつくしい空の陽をみあげ
せんしゅ宣誓で気持ちはひとつ
どりょくの成果がぶつかりあって
うまれるのは涙と感動
かけがえのない瞬間は
いろあせない思い出となる

### 「ハロウィン」
はじまりは秋の収穫祭
よろこび隠せぬお化けたち
うまいお菓子をくれないと
いたずらするぞ玄関に
みんなで今夜はハッピーハロウィン